# Luys Santa Marina
Luys Santa Marina, pseudònim de Luis Gutiérrez Santamarina, (Colindres, 15 de gener de 1898 - Barcelona, 14 de setembre de 1980) fou un periodista i escriptor falangista en llengua castellana espanyol resident a Catalunya.

## Biografia
Es llicencià en dret, poeta en llengua castellana, molt influït estilísticament pels membres de la Generació del 27. Es va establir a Barcelona l'any 1927.
El seu espanyolisme radical el va dur a afiliar-se a la Unión Social Hispánica. Després d'una entrevista personal amb José Antonio Primo de Rivera, el 1935 s'afilià a la Falange Española a Barcelona amb Robert Bassas Figa i Josep Ribas Seva, amb qui mantingué profundes diferències a causa de la seva predilecció per l'acció directa.
Malgrat les diferències ideològiques, va ser amic de l'escriptor valencià Max Aub, socialista, a qui publicà la seva novel·la Luis Álvarez Petreña a la revista que Santa Marina dirigia, Azor. Amb ell feia una tertúlia literària al Lyon d'Or, juntament amb Joan Ramon Masoliver, Félix Ros i Andrés Calzada, Javier de Salas i Guillem Díaz Plaja. Com a escriptor, el seu estil era barroc i arcaïtzant, però fou considerat força brillant.
Participà en aldarulls al bar de la Universitat de Barcelona a la primavera de 1936, raó per la qual hagué d'amagar-se, juntament amb els altres dirigents barcelonins de la Falange.

## Cop d'estat del 18 de juliol i Guerra Civil
Participà en la revolta del 18 de juliol de 1936 a la caserna de Pedralbes. Fracassat l'intent, fou detingut i condemnat a mort, però fou indultat per la pressió dels escriptors catalans, encapçalats per Josep Janés i Olivé. Després va ser traslladat successivament a la Presó Model de Barcelona, a la Presó de Càstig de Sabadell, al Castell de Figueres i a la Presó d'Inadaptats de Vic. El 14 d'abril de 1937 fou novament condemnat a mort per dirigir la Cinquena Columna falangista, però fou indultat el 7 de setembre a causa d'un possible bescanvi amb altres presoners. El novembre de 1937 fou nomenat cap provincial de la Falange a Barcelona, i l'abril de 1938 fou enviat al penal de Chinchilla de Monte-Aragón (província d'Albacete); el maig de 1938 fou per tercer cop condemnat a mort, però la zona republicana era llavors tallada en dos, cosa que impedí el compliment de la sentència. Traslladat finalment a València, va provocar una sublevació de presos i s'escapà poc abans de l'entrada de les tropes franquistes.

## Trajectòria durant el franquisme
Durant la postguerra fou director un quart de segle (1939-1963) del diari Solidaridad Nacional i president de l'Ateneu Barcelonès, i durant els primers anys de la postguerra participa en les picabaralles internes dins la Falange barcelonina contra el cap local, Mariano Calviño. Va ser Consejero Nacional del Movimiento, Vocal de la Junta Nacional de la Vieja Guardia i Escuadrista Distinguido de la Guardia de Franco. El 1963 va ser nomenat inspector regional de Prensa, Propaganda y Radio del Movimiento.
Malgrat haver fet la guerra en el bàndol guanyador, no en va treure cap profit econòmic i fins i tot avalà intel·lectuals processats pel franquisme. Posteriorment, va viure retirat de la política.

## Guardons
- Medalla de Plata de la ciutat de Barcelona (1951).
- Medalla Commemorativa del XX Aniversario de la Fundación de la Falange (1954).
- Palma Verde de Falange Española (1955).

## Obres
- Tras el águila del César (1924)
- Tetramorfos (1927)
- Santa Juana de Arco (1929)
- Cisneros (1933),
- Italia mi ventura (1943)
- La vida cotidiana en nuestros clásicos (1948)
- Perdida Arcadia (1952)
- Karla y otras sombras (1956)
- Hacia José Antonio (1958)
- Ada y Gabrielle (1959)

## Fons personal
El seu fons personal es conserva a l'Arxiu Nacional de Catalunya. El fons inclou una part fragmentària de la documentació aplegada i produïda per Luys Santamarina. Aplega el certificat de la seva participació en la revolta militar del 19 de juliol de 1936 a Barcelona, notícia dels indults de les sentències a pena de mort de les quals fou objecte durant la Guerra Civil espanyola i correspondència familiar. Pel que fa a la seva activitat periodística, la correspondència rebuda i tramesa amb diversos mitjans. Conté el contracte d'edició de diverses obres de Baltasar Gracián i correspondència rebuda, en particular, de l'Ajuntament de Barcelona. El fons recull el testimoni dels seus nomenaments com a Consejero Nacional, Vocal de la Junta Nacional de la Vieja Guardia i Escuadrista Distinguido de la Guardia de Franco. Finalment, aplega informació sobre altres homenatges, distincions i premis rebuts, com ara les condecoracions pels serveis prestats a la zona republicana (1941), la Medalla de Plata de la ciutat de Barcelona (1951), la Medalla Commemorativa del XX Aniversario de la Fundación de la Falange (1954) i la Palma Verde de Falange (1955). El fons facilita una aproximació a la personalitat del falangista català Luys Santamarina, en particular, a la seva dimensió política.